# Garastāvoklis
Garastāvoklis – piąty album studyjny łotewskiej grupy Jauns Mēness, wydany 6 czerwca 1997 roku. Zawiera 12 utworów. Prawdopodobnie, najpopularniejszy z albumów grupy, w porównaniu z poprzednim, ma bardziej narodowy charakter, będąc uwieńczony dwiema piosenkami ludowymi.
Najpopularniejsza okazała się piosenka ludowa pt. Ai, jel manu vieglu prātu. 
Rozpoznawalność zyskały również Nāc ar mani paklusēt, Oga saldā, oga sūrā i Kur tu iesi, jūras zeņķi?. Uznany za najlepszy łotewski album pop lub rock roku 1997.

## Lista utworów
1. „Ai, jel manu vieglu prātu” – 3:42
2. „Nāc ar mani paklusēt” – 4:31
3. „Tu paliec viena” – 3:42
4. „Oga saldā, oga sūrā” – 5:02
5. „Kur tu iesi, jūras zeņķi?” – 3:08
6. „Es gribu tevi te” – 3:42
7. „Skroderis bez vārda” – 4:24
8. „Mūžīgais piedāvājums” – 4:13
9. „Tur aiz debess malas” – 4:04
10. „Zviedzi, zviedzi sirmais zirdziņ” – 4:23
11. „Ai, naivā sirdspuķīt” – 3:58
12. „Ja kādreiz tev vairs nav kur iet” – 2:10